# Llac Stiol
El Llac Stiol (en romanès Lacul Știol) és un llac glacial situat a les muntanyes de Rodna, prop de la ciutat de Borsa, al comtat de Maramureș, Romania, a una alçada de 1800 metres, prop del pic Gârgălău (2159 m). El llac també s'anomena llac Izvorul Bistritei Aurii, perquè d'aquí brolla el llac Bistrița. El llac Stiol es troba al comtat de Maramureș, a l'extrem oriental.